# Peimaneh Mollazehi
Peimaneh Mollazehi född 27 december 1981 i Baluchistan i Iran, är en svensk författare. 2021 vann hon Barnradions bokpris för sin debutroman Den riktiga solen. Hennes andra bok Azins längtan illustrerades av Lotta Geffenblad och utgavs 2022.